# Communauté de communes du Pays de Lamastre
La communauté de communes du Pays de Lamastre est une communauté de communes française, située dans le département de l'Ardèche en région Auvergne-Rhône-Alpes.

## Historique
La communauté de communes du Pays de Lamastre a été créée le 1er janvier 2009.
Le schéma départemental de coopération intercommunale de 2015 prévoyait la fusion avec les communautés de communes du Pays de Saint-Félicien et du Val d'Ay. Cette fusion, non imposée car bénéficiant de deux exemptions (très faible densité et zone de montagne) formera une nouvelle intercommunalité « située en totalité en zone de montagne, d'altitude similaire, partageant ainsi une identité de plateau ». Cette fusion est confirmée en mars 2016.

## Territoire communautaire

### Géographie
La communauté de communes est située au nord du département de l'Ardèche, dans l'arrondissement de Tournon-sur-Rhône.

### Composition
La communauté de communes est composée des 11 communes suivantes :

| Nom                     | Code Insee | Gentilé       | Superficie (km2) | Population (dernière pop. légale) | Densité (hab./km2) |
| ----------------------- | ---------- | ------------- | ---------------- | --------------------------------- | ------------------ |
| Lamastre (siège)        | 07129      | Lamastrois    | 25,45            | 2 336 (2022)                      | 92                 |
| Le Crestet              | 07073      | Crestois      | 9,91             | 522 (2022)                        | 53                 |
| Désaignes               | 07079      | Désaignois    | 50,72            | 1 145 (2022)                      | 23                 |
| Empurany                | 07085      | Empuranjens   | 18,94            | 573 (2022)                        | 30                 |
| Gilhoc-sur-Ormèze       | 07095      | Gilhocois     | 20,74            | 473 (2022)                        | 23                 |
| Labatie-d'Andaure       | 07114      | Labatinois    | 9,93             | 220 (2022)                        | 22                 |
| Lafarre                 | 07124      | Farrassous    | 11,33            | 45 (2022)                         | 4                  |
| Nozières                | 07166      | Noziérois     | 21,79            | 240 (2022)                        | 11                 |
| Saint-Barthélemy-Grozon | 07216      |               | 19,4             | 500 (2022)                        | 26                 |
| Saint-Basile            | 07218      | Basiliens     | 17,85            | 351 (2022)                        | 20                 |
| Saint-Prix              | 07290      | Saint-Prirois | 15,21            | 273 (2022)                        | 18                 |

Cinq de ces communes (Désaignes, Lamastre, Nozières, Saint-Basile et Saint-Prix) adhèrent au parc naturel régional des Monts d'Ardèche.

### Démographie
| 1968  | 1975  | 1982  | 1990  | 1999  | 2008  | 2013  |
| ----- | ----- | ----- | ----- | ----- | ----- | ----- |
| 8 888 | 7 936 | 7 491 | 6 783 | 6 478 | 6 712 | 6 676 |

## Politique et administration

### Siège
Le siège de la communauté de communes est situé à Lamastre.

### Les élus
La communauté de communes est gérée par un conseil communautaire composé de 24 membres représentant chacune des communes membres et élus pour une durée de six ans.
Ils sont répartis comme suit :
| Nombre de délégués | Communes                                                                                                   |
| ------------------ | --- |
| 9                  | Lamastre                                                                                                   |
| 4                  | Désaignes                                                                                                  |
| 2                  | Le Crestet, Empurany                                                                                       |
| 1                  | Gilhoc-sur-Ormèze, Labatie-d'Andaure, Lafarre, Nozières, Saint-Barthélemy-Grozon, Saint-Basile, Saint-Prix |

Cette répartition est inchangée après les élections municipales de mars 2020.

### Présidence
Le président est élu par le conseil communautaire.
| Période      | Période  | Identité         | Étiquette | Qualité                                                                                   |
| ------------ | -------- | ---------------- | --------- | ----------------------------------------------------------------------------------------- |
| janvier 2009 | En cours | Jean-Paul Vallon | DVD       | Conseiller général (1998-2015) puis départemental du canton de Lamastre Maire de Lamastre |

En 2014, un conseil communautaire a désigné des vice-présidents, lesquels forment ensemble l'exécutif de l'intercommunalité pour le mandat 2014-2020.

### Compétences
L'intercommunalité exerce des compétences qui lui sont déléguées par les communes membres.
- Développement et aménagement économique : création, aménagement, entretien et gestion de zones d'activité industrielle, commerciale, tertiaire, artisanale ou touristique ; actions de développement économique
- Aménagement de l'espace : schémas de cohérence territoriale et de secteur, création et réalisations de zones d'aménagement concerté, transports scolaires
- Environnement et cadre de vie : collecte et traitement des déchets ménagers et assimilés
- Développement et aménagement social et culturel : construction/aménagement/entretien/gestion d'équipements ou d'établissements culturels, socio-culturels, socio-éducatifs ou sportifs
- Création, aménagement et entretien de la voirie
- Développement touristique
- Logement et habitat : programme local et opération programmée d'amélioration de l'habitat, politique du logement social
- Infrastructures de télécommunication, nouvelles technologies de l'information et de la communication

### Régime fiscal et budget
La communauté de communes applique la fiscalité professionnelle unique.

## Projets et réalisations
- Reconnaissance de l'itinéraire de la Dolce Via, traversant trois communes de la communauté de communes[10].

### Sources
- Base nationale sur l'intercommunalité